# Linha 2 (Metro de Lille)
A Linha 2 é uma das duas linhas do metro de Lille em França. Tem 32 de comprimento; vai desde a estação de St. Philibert até C.H. Dron, num total de 43 estações.